# Institut national de physique nucléaire et de physique des particules
CNRS Nucléaire et particules
L'Institut national de physique nucléaire et de physique des particules (IN2P3), est un institut de recherche fondamentale du Centre national de la recherche scientifique (CNRS) dont le domaine de recherche est, comme son nom l'indique, la physique nucléaire et des particules. Il a été fondé en avril 1971, pour coordonner l’ensemble des efforts de recherche en France. Il comprend 3 unités propres à Villeurbanne et Annecy et est associé à une vingtaine de laboratoires répartis dans toute la France.
L'activité de ces 24 laboratoires - dont certains sont des laboratoires universitaires - est structurée par leur participation scientifique et technique à des expériences de grande taille, menées par des collaborations nationales et internationales. Ils collaborent en particulier aux expériences du Large Hadron Collider (LHC) au CERN. Lors de l'exploitation de cet équipement, l'Institut national de physique nucléaire et de physique des particules participe au stockage et au calcul des données expérimentales (projet LHC Computing Grid). Il est dirigé depuis février 2024 par Christelle Roy, ancienne directrice de l'Institut pluridisciplinaire Hubert-Curien (IPHC)  de Strasbourg, en remplacement de Raynald Pain.
| Directeur            | Periode           |
| -------------------- | ----------------- |
| Christelle Roy       | 02/2024 - 2028    |
| Raynald Pain         | 12/2015 - 01/2024 |
| Jacques Martino      | 04/2010 - 11/2015 |
| Michel Spiro         | 02/2003 - 03/2010 |
| Jean-Jacques Aubert  | 2000 - 01/2003    |
| Catherine Bréchignac | 1998 - 2000       |
| Claude Détraz        | 1992 - 1998       |

## Hors région Île-de-France
- à Strasbourg : l'Institut Pluridisciplinaire Hubert Curien (IPHC)
- à Annecy : le Laboratoire d'Annecy de physique des particules (LAPP) (Université Savoie Mont Blanc, USMB)
- à Lyon : l'Institut de Physique des 2 Infinis de Lyon (IP2I, ex IPNL) (Université Claude Bernard Lyon 1, UCBL)
- à Lyon : le Centre de calcul (CC-IN2P3)
- à Lyon : le Laboratoire des matériaux avancés (LMA)
- à Modane : le Laboratoire souterrain de Modane (LSM)
- à Grenoble : le Laboratoire de physique subatomique et de cosmologie de Grenoble (LPSC Grenoble)
- à Marseille : le Centre de physique des particules de Marseille (CPPM) (Université Aix-Marseille)
- à Montpellier : le Laboratoire Univers et Particules de Montpellier[4] (LUPM)
- à Clermont-Ferrand : le Laboratoire de physique de Clermont-Ferrand (LPC Clermont-Ferrand)
- à Bordeaux : le Laboratoire de Physique des 2 infinis - Bordeaux[5],[a] (LP2IB)
- à Toulouse : le Laboratoire des 2 Infinis – Toulouse (L2IT)[6]
- à Nantes : le Laboratoire de physique subatomique et des technologies associées (SUBATECH)
- à Caen : le Grand accélérateur national d'ions lourds (GANIL)
- à Caen : le Laboratoire de physique corpusculaire (LPC Caen)

## En région Île-de-France
- à Paris, à l'Université Denis-Diderot, le laboratoire AstroParticule et Cosmologie (APC), essentiellement issu du laboratoire de physique des particules et cosmologie du Collège de France (PPC), établi dans le bâtiment Condorcet, associé à l'Observatoire de Paris et au Commissariat à l'énergie atomique (CEA) à Saclay - l'IRFU (Institut de recherche sur les lois fondamentales de l’Univers), anciennement le Dapnia)
- à Paris, sur le campus de Jussieu : le Laboratoire de physique nucléaire et des hautes énergies (LPNHE)
- à Paris : le Musée Curie et les archives de l'Institut du radium
- à Orsay : le Laboratoire de physique des deux infinis Irène Joliot-Curie issu du Centre de spectrométrie nucléaire et de spectrométrie de masse (CSNSM), de l'Institut de physique nucléaire d'Orsay (IPNO), du Laboratoire de l'accélérateur linéaire (LAL) et de deux autres laboratoires ne faisant pas partie de l'IN2P3 auparavant
- à Palaiseau à l'École polytechnique : le Laboratoire Leprince-Ringuet